# Sayaun Thunga Phool Ka
Les cent fleurs (népalais : सयौं थूंगा फूलका, Sayauñ Thungā Phulkā) est l'hymne national du Népal. Il a été déclaré hymne officiel le 3 août 2007, en remplacement de l'ancien hymne monarchiste Rāṣṭriya Gān (Puisse la gloire te couronner, courageux Souverain).
Les paroles de l'hymne national ont été écrites par le poète Pradeep Kumar Rai, plus connu sous le nom de Byakul Maila (en). La musique est l'œuvre du compositeur Ambar Gurung (en).

## Paroles

### Paroles officielles en népalais
| Devanagari | Écriture latine | Transcription API |
| --- | --- | --- |
| 𝄆 सयौं थुँगा फूलका हामी, एउटै माला नेपाली सार्वभौम भई फैलिएका, मेची-महाकाली। 𝄇 प्रकृतिका कोटी-कोटी सम्पदाको आंचल वीरहरूका रगतले, स्वतन्त्र र अटल। ज्ञानभूमि, शान्तिभूमि तराई, पहाड, हिमाल अखण्ड यो प्यारो हाम्रो मातृभूमि नेपाल। बहुल जाति, भाषा, धर्म, संस्कृति छन् विशाल अग्रगामी राष्ट्र हाम्रो, जय जय नेपाल।, | 𝄆 Sayauñ thungā phulkā hāmi, euṭai mālā Nepāli, Sārvabhaum bhai phailiekā, Meci-Mahākāli. 𝄇 Prakritikā koṭi-koṭi sampadāko āñcala, Virharukā ragatale, svatantra ra aṭala. Gyānabhumi, sāntibhumi Tarāi, Pahāḍ, Himāla, Akhanḍa yo pyāro hāmro mātribhumi Nepāla. Bahul jāti, bhāsa, dharma, sañskriti chan visāla Agragāmi rāsṭra hāmro, jaya jaya Nepāla! | 𝄆 [sʌ.jʌ̃ũ̯ tʰuŋ.ɡa ɸul.ka ɦa.mi ǀ eu̯.ʈʌi̯ ma.la ne.pa.li ǀ] [sar.bʌ.bʱʌu̯m bʱʌi̯ ɸʌi̯.li.e.ka ǀ me.t͡si ma.ɦa.ka.li ‖] 𝄇 [pɾʌ.kɾi.ti.ka ko.ʈi ko.ʈi ǀ sʌm.pʌ.da.ko ã.t͡sʌ.lʌ ǀ] [bir.ɦʌ.ɾu.ka rʌ.ɡʌ.tʌ.le ǀ so.tʌn.tɾʌ ɾʌ ʌ.ʈʌ.lʌ ‖] [ɡja.nʌ.bʱu.mi san.ti.bʱu.mi ǀ tʌ.ɾai̯ pa.ɦaɽ ɦi.ma.lʌ ǀ] [ʌ.kʰʌɳ.ɖʌ jo pja.ɾo ɦam.ɾo ǀ mat.ɾi.bʱu.mi ne.pa.lʌ ‖] [bʌ.ɦul d͡za.ti bʱa.sa dʱʌɾ.mʌ ǀ sʌ̃s.kɾi.ti t͡sʰʌn bi.sa.lʌ ǀ] [ʌɡ.ɾʌ.ɡa.mi ɾas.ʈɾʌ ɦam.ɾo ǀ d͡zʌ.e d͡zʌ.e ne.pa.lʌ ‖] |

### Traduction française
Nous sommes les cent fleurs d'une seule guirlande, le Népal
Souverain, il s'étend de Mechi à Mahakali.
Conservant l'héritage éternel de la nature versé
Par le sang des braves libres et indestructibles.
Terre de connaissance, de paix, de collines, de Téraï, de montagnes
Notre bien-aimée et indivisible terre patrie, le Népal.
Notre population, notre langue, notre religion, notre culture sont si grandes
Notre nation si riche, longue vie, longue vie au Népal.